# 박철곤
박철곤(朴鐵坤, 1952년 5월 30일 ~)은 대한민국의 행정관료 출신 정치인이다. 국무총리실 국무차장과 한국전기안전공사 사장을 역임했으며 2014년 대한민국 6.4 지방선거에서 새누리당 소속 전라북도지사 후보이다.

## 학력
- 진안백운초등학교 졸업
- 고입 검정고시
- 부산진고등학교 (69 - 71)
- 방송통신대 행정학과 (77 - 79) / 대학 편입자격 검정고시 (79)
- 한양대 행정학과 학사 (80 - 82)
- 한양대 대학원 행정학 석사 (82-84)
- 전주대 대학원 법학박사 (97 - 03)

### 비학위 수료
- 미국 조지타운 대학교 연수 (00.4 - 01.4)
- 서울대학교 행정대학원 국가정책과정 (97)
- 연세대학교 경영대학원 최고기업가과정 (03)
- 서울대학교 경영대학원 최고경영자과정 (06)
- 세계경영연구원 (IGM) 최고경영자과정 (07)
- 미래혁신경제포럼 최고위과정 (09)
- 고려대학교 행정대학원 정보통신정책분야 최고위과정 (09)

## 경력
- 자유민주연합 경영행정실무특보위원(1995년 11월 ~ 1996년 2월)
- 원광대학교 겸임교수(1996년 8월 ~ 2008년 2월)
- 국무총리실 국무차장(차관급, 2008년 3월 ~ 2009년 1월)
- 국제한인경제인총연합회 대외정책위원장
- 한국전기안전공사 사장(2011년 6월 ~ 2014년 2월)
- 제7대 한양미래전략포럼 운영위원장
- 새누리당 상임위원(2014년 3월 ~ 2017년 3월)
- 한양대학교 특훈교수(2014년 10월 ~ 현재)
- 자유한국당 전임위원(2017년 3월 ~ 2017년 6월)
- 국민의힘 홍준표 제20대 대통령 선거 예비후보 jp희망캠프 미래비전위원장(2021년 10월 ~ 2021년 11월)
- 한양대학교 갈등문제연구소 대표(2022년 ~ )

## 역대 선거 결과
| 실시년도 | 선거      | 대수 | 직책   | 선거구   | 정당     | 득표수     | 득표율          | 순위 | 당락 | 비고     |
| -------- | --------- | ---- | ------ | -------- | -------- | ---------- | --------------- | ---- | ---- | -------- |
| 2014년   | 지방 선거 | 34대 | 도지사 | 전라북도 | 새누리당 | 177,172 표 | \| \| 20.45% \| | 2위  | 낙선 | 민선 6기 |
|          | 20.45%    |      |        |          |          |            |                 |      |      |          |

## 참고 자료
- 박철곤 블로그[깨진 링크(과거 내용 찾기)]